# سه‌گانه آپو
سه‌گانه آپو شامل سه فیلم هندی درام بنگالی_زبان به نام‌های: پاتر پانچالی (۱۹۵۵)، آپاراجیتو (۱۹۵۶) و دنیای آپو (۱۹۵۹) است که کارگردانی آنها را ساتیاجیت رای بر عهده داشت. موسیقی اصلی این فیلم‌ها توسط راوی شانکار ساخته شده است.
این فیلم‌ها بر اساس دو رمان بنگالی به نام‌های: پاتر پانچالی (۱۹۲۹) و آپاراجیتو (۱۹۳۲) نوشته بیبوتیبوشان باندوپادهای، ساخته شده‌اند. این سه فیلم، جوایز ملی و بین‌المللی زیادی از جمله سه  جایزه فیلم ملی، و هفت جایزه از جشنواره‌های فیلم کن، برلین و ونیز را از آن خود کردند. این فیلم‌ها با بودجه‌ای ناچیز تولید شدند (پاتر پانچالی بودجه‌ای حدود ۱۵۰٬۰۰۰ روپیه (۴۵٬۳۰۰ دلار - معادل ۵۳۱٬۷۰۰ دلار در سال ۲۰۲۴) و با استفاده از بازیگران و خدمه آماتور ساخته شدند.